# Зауэр (приток Мозеля)
Зауэр (нем. Sauer, люкс. Sauer) или Сюр (фр. Sûre) — река в Германии, Бельгии и Люксембурге. Левый и самый большой приток Мозеля. Длина — 173 км. Площадь бассейна — 4259 км². Средний уклон реки — 1,7 м/км.

## География
Река берёт начало на юго-востоке Бельгии в Арденнских горах на высоте 510 м на территории коммуны Во-сюр-Сюр и течёт, в основном, на восток. У коммуны Мартеланж Сюр достигает Люксембурга и на протяжении нескольких километров по ней проходит бельгийско-люксембургская граница. На территории Люксембурга река протекает через Эттельбрюк и Дикирх; выше Эш-сюр-Сюра плотина высотой 48 м создаёт крупнейшее в стране водохранилище От-Сюр площадью 3,8 км². От места впадения реки Ур в Рейсдорфе и вплоть до устья Зауэр служит границей между Люксембургом и Германией, разделяя город Эхтернах и немецкий Эхтернахербрюк. При этом, в отличие от стандартной практики, когда граница проходит по фарватеру реки, на этом участке Зауэр по всей ширине находится в совместном владении стран. Впадает в Мозель у населённого пункта Вассербиллиг на высоте 133 м. Устье Зауэра — низшая точка Люксембурга.
Главные притоки — Альзет, Вильц, Ур, Прюм, Эрнц-Бланхе и Эрнц-Нуар.